# ラッピング車両
ラッピング車両（ラッピングしゃりょう）とは、車体にデザインを施すためにフィルム（ラッピングフィルム）を車体に貼り付けたバスや鉄道車両などのことである。自社のブランドイメージの色を車体に施したり、車体広告に利用されている。塗装（ペインティング）による「全面広告車両」は本名称の対象外であるが、本項目は交通機関の車体全面を使った広告も扱う。

## 車体デザイン

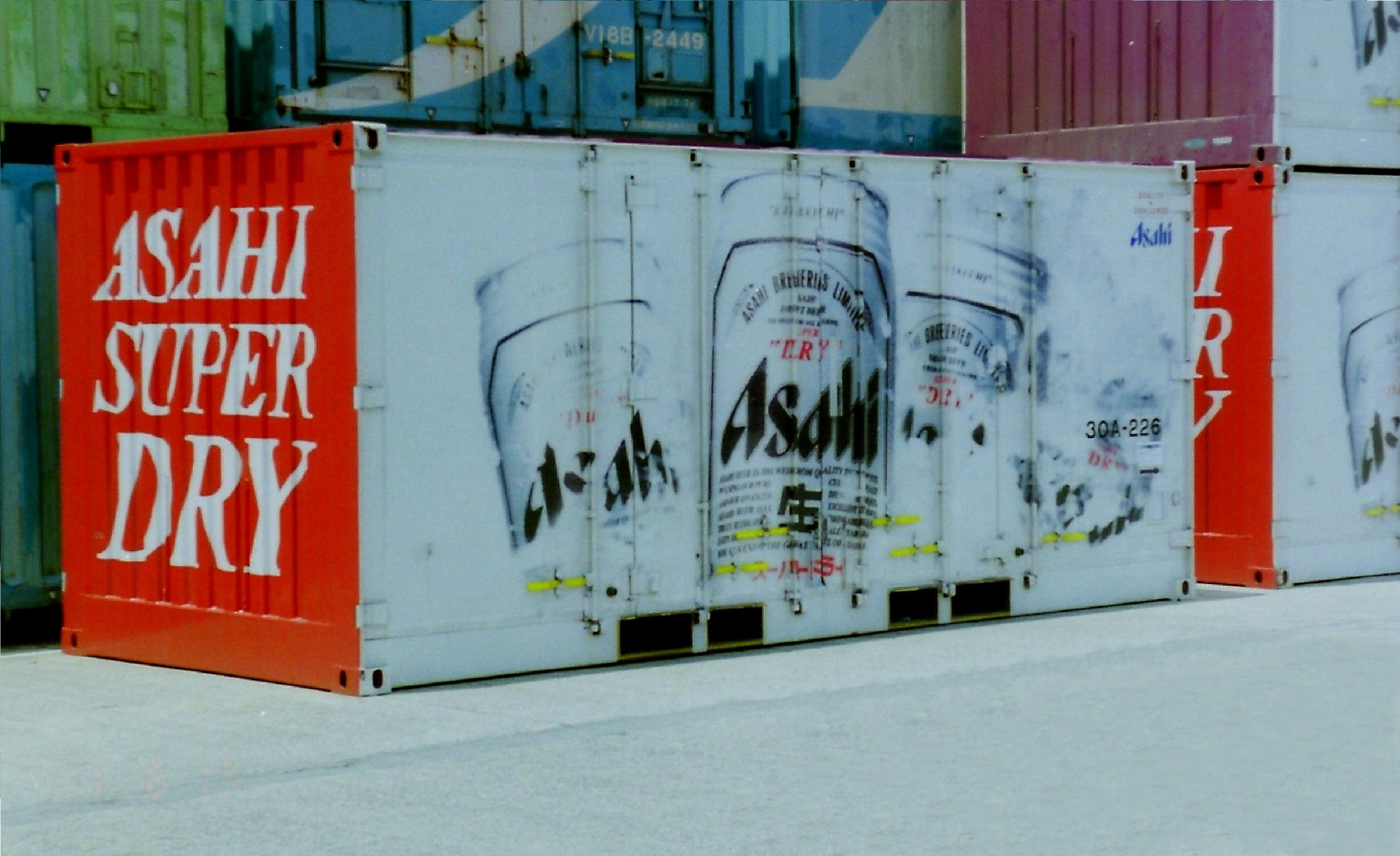
1997年（平成9年）に、日本貨物鉄道（JR貨物）所有の鉄道コンテナとタイアップして全国展開した、ラッピングコンテナ。
※反対側面も同じである。
（大阪府／元、梅田貨物駅にて、1997年6月13日撮影。）

鉄道車両などでは側面などにラッピングを施す例がある。鉄道車両の場合、前面のみ塗装で側面はラッピングにしたり、ステンレス製車両やアルミ製車両では金属色をそのまま生かしたようなデザインも多い。
車体に広告等を施工する場合、塗装では施工や変更・復元に多大な手間を要するため、短期間の広告などは不向きで、デザインも制約が大きかった。
1990年代からフィルムを使う方法が普及した。あらかじめ粘着フィルムにデザインを印刷し、そのフィルムを車体に貼り付ける。その際、フィルムは部分的に切り取るなどし、ドアなどの可動部を支障したり、エンジン放熱用の穴をふさいだりすることがないように処理する。側面や後部の窓もメッシュ状のフィルムを使用することで、車内からの視界を損なわずに装飾に使うことが可能になっている。塗装に比べて施工や契約終了後の撤去作業が容易であるため、イベントや新製品などの短期間の広告にも向く。このように、車両をフィルムで包み込む (wrap) ことから「ラッピング車両」（ラッピング広告）と名づけられている。
ラッピングは塗装に比べ表面のつやなどに違いがある。ラッピングは曲面や凹凸部分の施工が難しく、窓枠やドアのふちなどに車体色が残る場合があるなど難点もある。多大な空気抵抗に晒され、気圧の激しく変化する航空機や、高速列車では全面に用いることはできない。

## 車体広告への利用

### 歴史
2000年（平成12年）4月に当時の石原慎太郎東京都知事の発案により、東京都交通局の路線バス（都営バス）に登場した時、マスメディアを通じて「ラッピングバス」の名称が広く使われ、一般に普及した。
しかし、営業収入の赤字を補うため、バスなど車両の車体全面を広告媒体にする手法は、都営バスが最初ではなく、それ以前より世界的に行われていた。
日本の路線バスに限っても、1970年代から全国各地の地方路線バス事業者（青森市交通部、くしろバス、京阪バス、琉球バス（現琉球バス交通）など）で見られた。他の交通機関に広げれば、1964年（昭和39年）に長崎電気軌道の路面電車で実施されており、現在では路面電車やバスにおける全面広告は一般的な存在になっている。
野外の看板などと同様に、都道府県や政令指定都市、中核市の屋外広告物条例の規制を受ける例が大半である。

### 広告の問題点
屋外広告条例やラッピングの内容で問題となることもある。
日本では、主に京都市内で街の景観を維持するため屋外広告が規制され、京都市交通局を初めとする京都の中心街（繁華街）を走行する路線バス各社は、京都の印象や景観にそぐわないラッピング車両の多くが短期間で契約解除となった例がある。京阪京津線においても、ラストランのためラッピング車両が走行したときは、滋賀県大津市から京都市山科区に入ってすぐに所在する四宮駅で即座に浜大津へ折り返すように要請されていた。
また江ノ島電鉄はかつて企業の広告電車を多数運行していたが、電車が走行する鎌倉市の条例変更に伴い、全面広告をまとった電車の運行が中止されている。なお、営利を目的としない広告については従来同様全面ラッピングを行った車両が運行されている。
小田急電鉄3000形の藤子・F・不二雄作品のラッピング編成「F-train」では、沿線の藤子・F・不二雄ミュージアムの開館を記念したデザインのため「博物館の広告」とみなされ、東京都の屋外広告条例の基準を逸脱していると判断され、東京都からの指摘により予定より大幅に早くラッピングを解除する事例もあった。その後、デザインを変えて復活している。

### 媒体別の利用状況

#### バス
前述のように、一部の地方事業者で少しずつ採用されていたが、2000年に東京都交通局が路線バスに採用したことで、これまで全面広告バスのなかった土地にも普及し、現在では日本各地で見られるようになっている。公営・私営とも経営が苦しい事業者が多いため、運賃収入以外の収益源を確保する目的のラッピング車両の運行に際して、前述の東京都などで屋外広告物条例が改正された事例がある。
一般路線バスに広告を貼り付けるケースが大半だが、一部では高速バス、観光バス、コミュニティバスにラッピングを行っているケースもあり、宣伝のために乗客を乗せずに駅前などの繁華街を巡回する場合もある。旅客輸送を行わない宣伝カーは、車体形状がバスでも白ナンバーである。広告・宣伝用ではない特異例としては、自動車メーカーから、バス事業者へ短期間貸し出された車輌にそのバス事業者の塗装と同じラッピングを施し、他の車輌との外観を揃えたというケースもある。
車体全体を広告フィルムで覆うことから、バス停留所にいる利用者からは運行しているバス会社が分からなくなる弊害があるため、正面だけフィルムを貼らずそのままにしたり、側面の窓やドア付近にバス会社名を表示する事業者が多い。ラッピングの際には車両番号も隠されるため、ラッピングフィルムの上に新たに車両番号を表記する場合もある。

車体全体をラッピングした例（矢島タクシー）
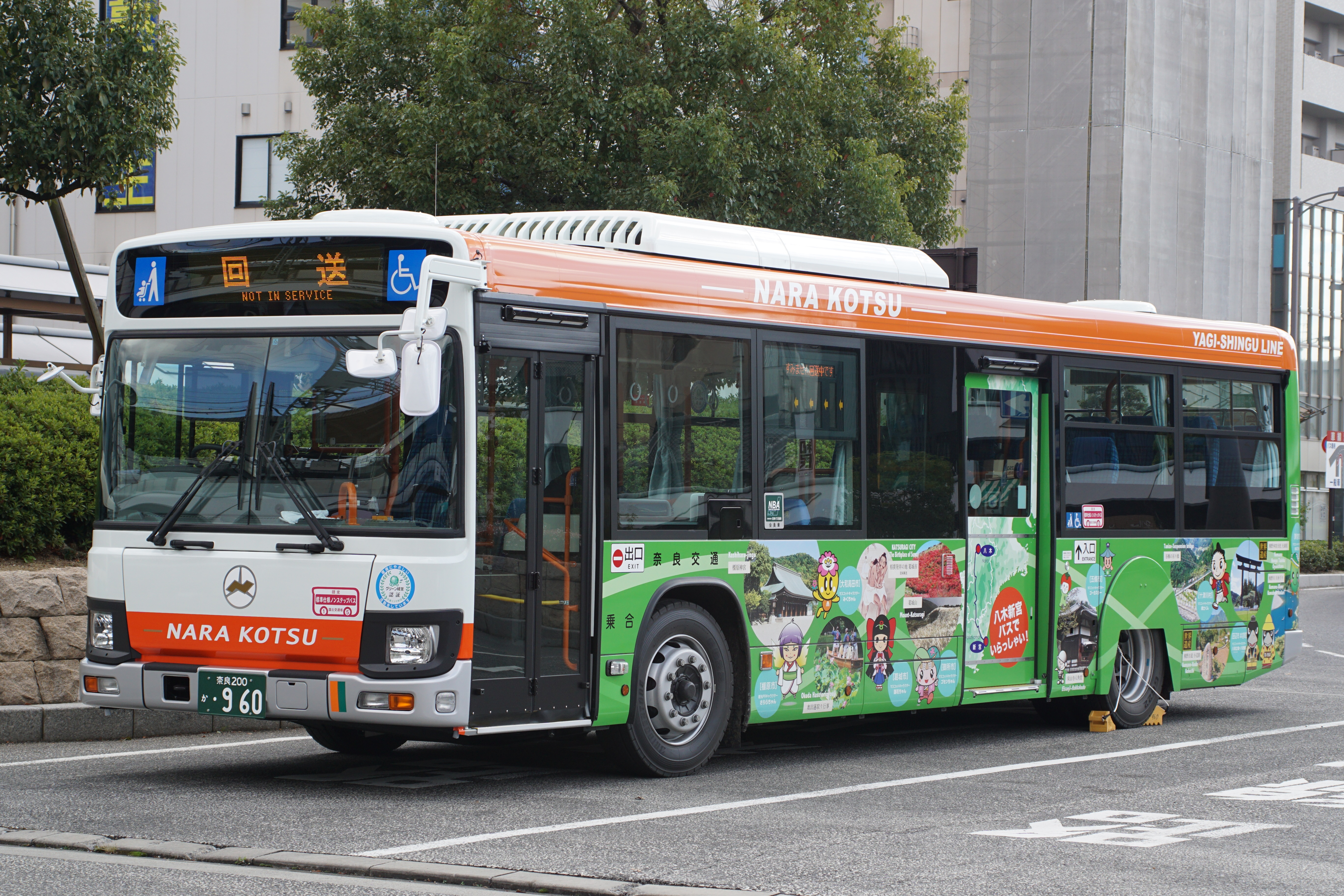
車体の前面以外をラッピングした例（奈良交通）
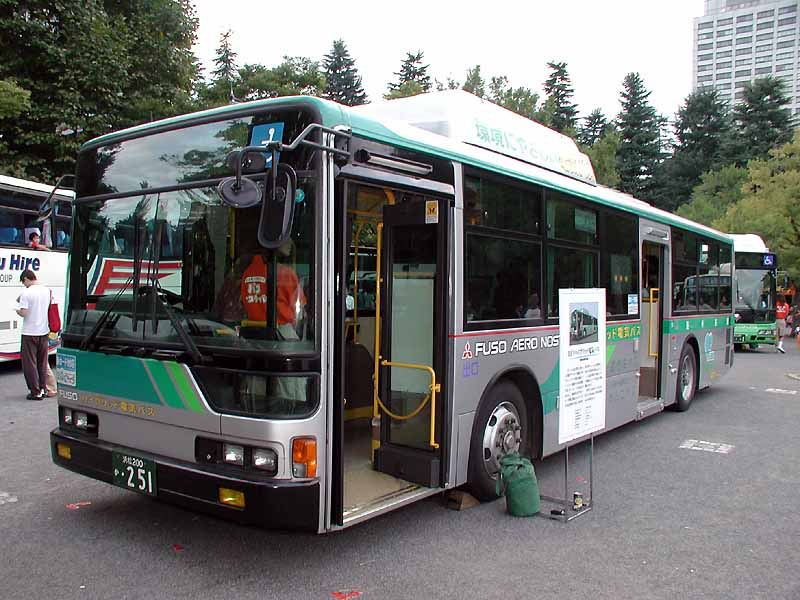
メーカーから借り入れた車両に自社の塗り分けをラッピングした例（遠鉄バス）

#### タクシー・ハイヤー
タクシーやハイヤーにもラッピング車両が存在する。
日本では北海道厚岸郡浜中町の霧多布中央ハイヤーの車両のうち2台が2012年よりルパン三世のラッピングハイヤーとなっている。
東京都の共同無線タクシー協同組合（現・日の丸交通グループ）では、2012年のマレーシア独立55周年を記念して加盟タクシー100台にマレーシア政府観光局の観光キャンペーンのラッピング装飾を施している。
日の丸交通では、アディダスがスポンサーとなり2014 FIFAワールドカップサッカー日本代表を応援する「円陣タクシー」として、ユニフォームをイメージした青のラッピング装飾が11台のトヨタ・プリウスに施された。また日の丸交通ではミズノがスポンサーとなって2023年3月に開催されたワールド・ベースボール・クラシックに併せて3台のトヨタ・ジャパンタクシーに専用ラッピングおよび野球ボールを模した球形の行灯が装着された。コンドルタクシーグループでは、2016年11月より通訳システムを搭載することをアピールするため、同年11月12日に公開された映画『きんいろモザイク Pretty Days』と11月25日のBlu-rayボックス発売のPRを兼ねて保有車両の10台にラッピングが施された。
伊豆箱根タクシーでは、営業エリア内の沼津市が舞台のラブライブ!サンシャイン!!の主人公ユニット「Aqours」のキャラクターをデザインしたタクシーを9台運行している。
タクシーのラッピング化についてコンドルタクシーの岩田将克は、事故時の自社タクシーおよびクライアントのイメージダウンと広告の競合先の人に乗ってもらえなくなることを懸念してタクシー車両のラッピング化には消極的だったが、車両が目立つことで乗務員の意識向上に寄与していると述べている。
車体下部を掲出スペースとするパートラッピングも普及拡大が進んでおり、特にタクシー配車アプリ向けの展開が目立つ。

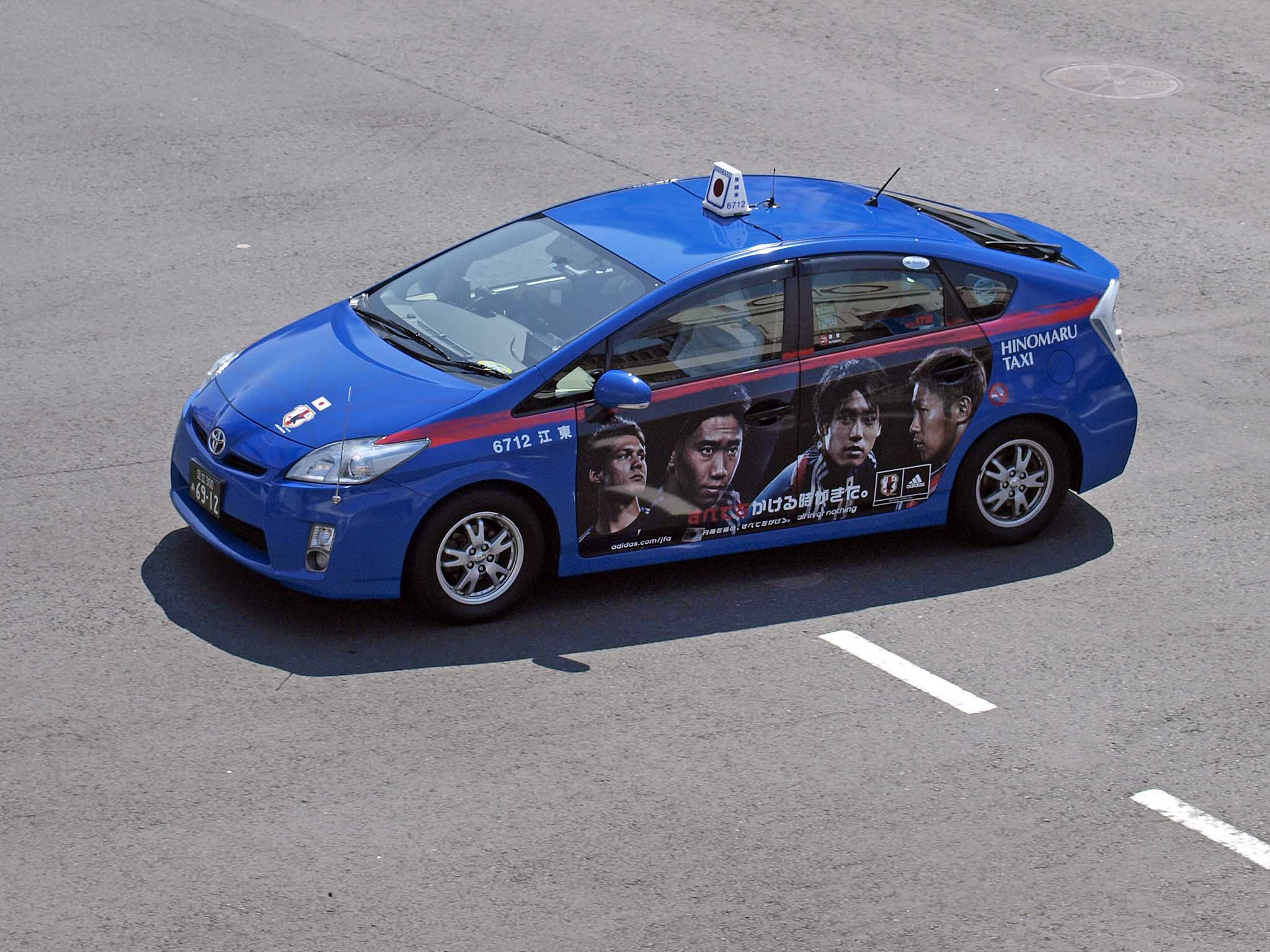
車体全体をラッピングした例（日の丸交通「アディダス円陣タクシー」）
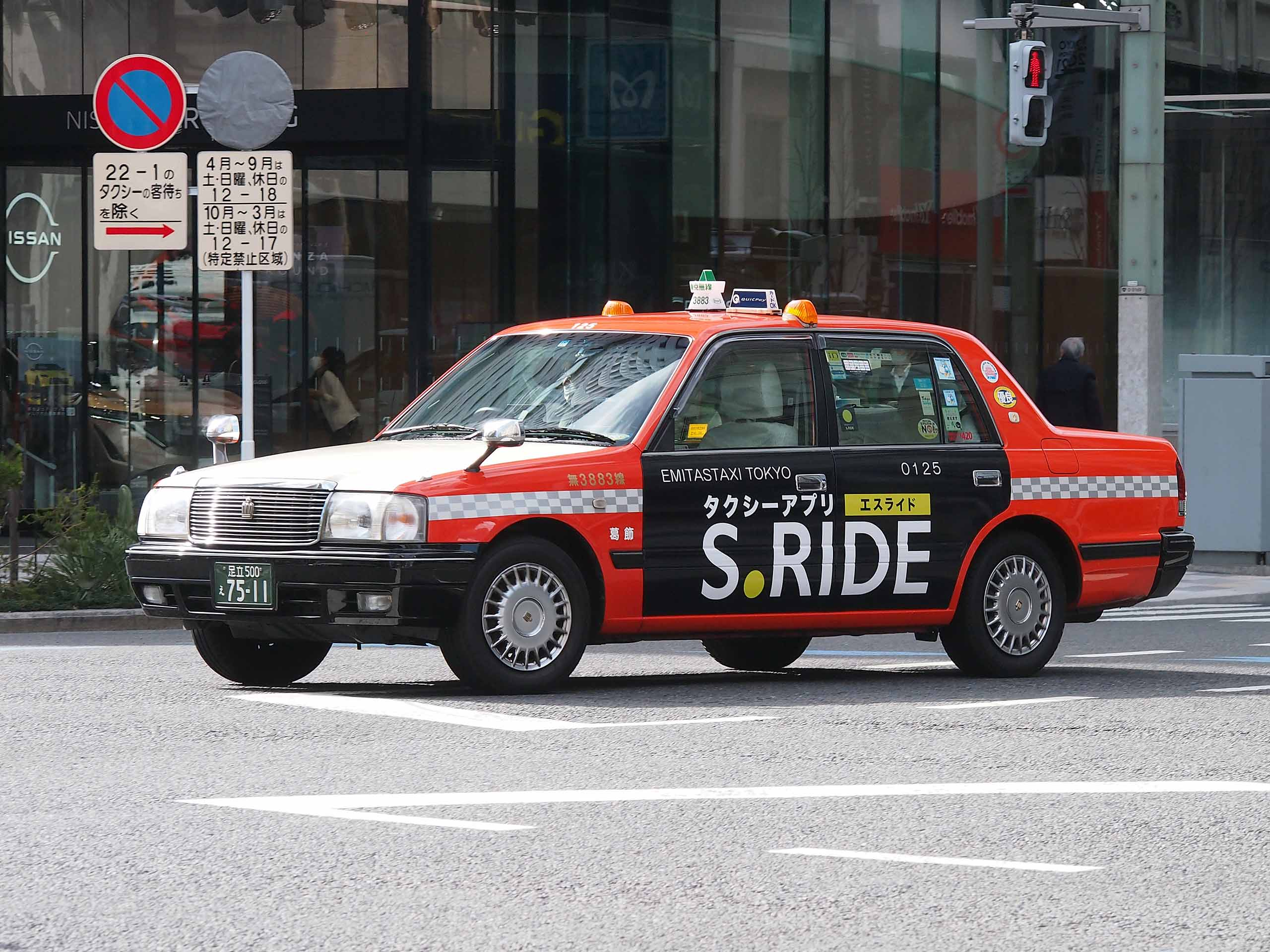
車体下部に広告を掲出した例（チェッカーキャブ無線）

#### 鉄道
路面電車においては基本的にバス同様、車体のほぼ全体に広告を印刷したフィルムを張る手法である。バス同様に公営・私営とも経営が苦しいところが多いため、運賃収入以外の収益源を確保する目的で、ほとんどの路線で全面広告車両が運行されている。鉄道雑誌などではラッピング車両なる呼称が定着する以前から、「広告電車」という呼称が広く使われていた。
路面電車ではない通常の鉄道車両でも、都道府県や政令指定都市の屋外広告物条例の規制を受ける形であるもの、同様な手法で広告媒体として鉄道事業者が用いる場合がある。このような事例として古くは江ノ島電鉄や近畿日本鉄道（近鉄）のアートトレイン（アートライナー）等がある。
鉄道車両の車体外部を使った広告の場合、バスや路面電車より車両のサイズが大きいことや、複数の都府県にまたがって運行される路線が多い（運行各都府県・政令指定都市の屋外広告物条例の規制を受ける）ことから、車体のほぼ全体を覆ったものは少なく、多くはドア周辺や窓の下などに帯状やスポット的に広告フィルム（ポスター）を張る手法である。また、1編成が同じ広告主（スポンサー）で統一されるものがほとんどであるが、女性専用車両を実施している路線では編成中の該当車両に対し女性向けの商品（化粧品等）のラッピングをするという事例もある（Osaka Metroなど）。車両内部の場合はドアや床などに施されている。
2002年（平成14年）に東京都屋外広告条例が緩和され、鉄道車両へのラッピング広告が可能になって以来、ADトレインなどが日本の至る地域で見掛けられるようになった。
古くは1987年（昭和63年）に東日本旅客鉄道（JR東日本）がコカ・コーラ社と契約し、全面広告の115系一編成を信越本線で運用していた例（通称「コカ・コーラ電車」）もある。この全面広告編成では車内に自動販売機も設置されていた。
また近年ではドラえもん
、アンパンマン
、名探偵コナンなど、アニメとのコラボをしたラッピング電車も多数運行されている。阪急電鉄では2015年（平成27年）より1000系を使用しリラックマやすみっコぐらし、ちいかわなどのキャラクターとコラボしたラッピングトレインを毎年期間限定で運行している。

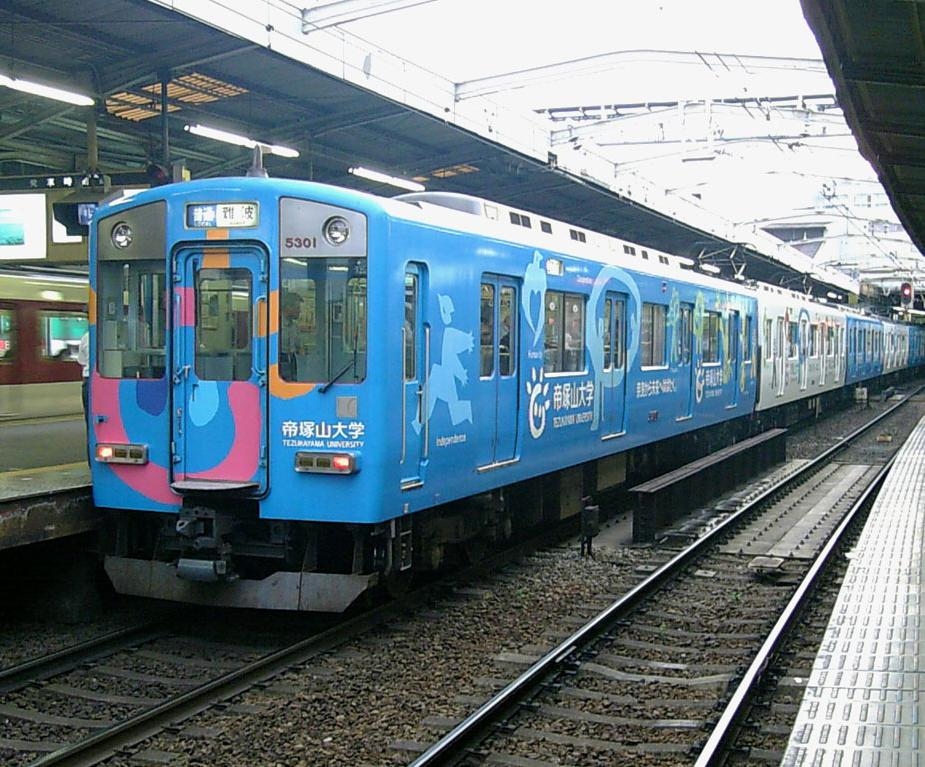
アートライナー（近鉄）
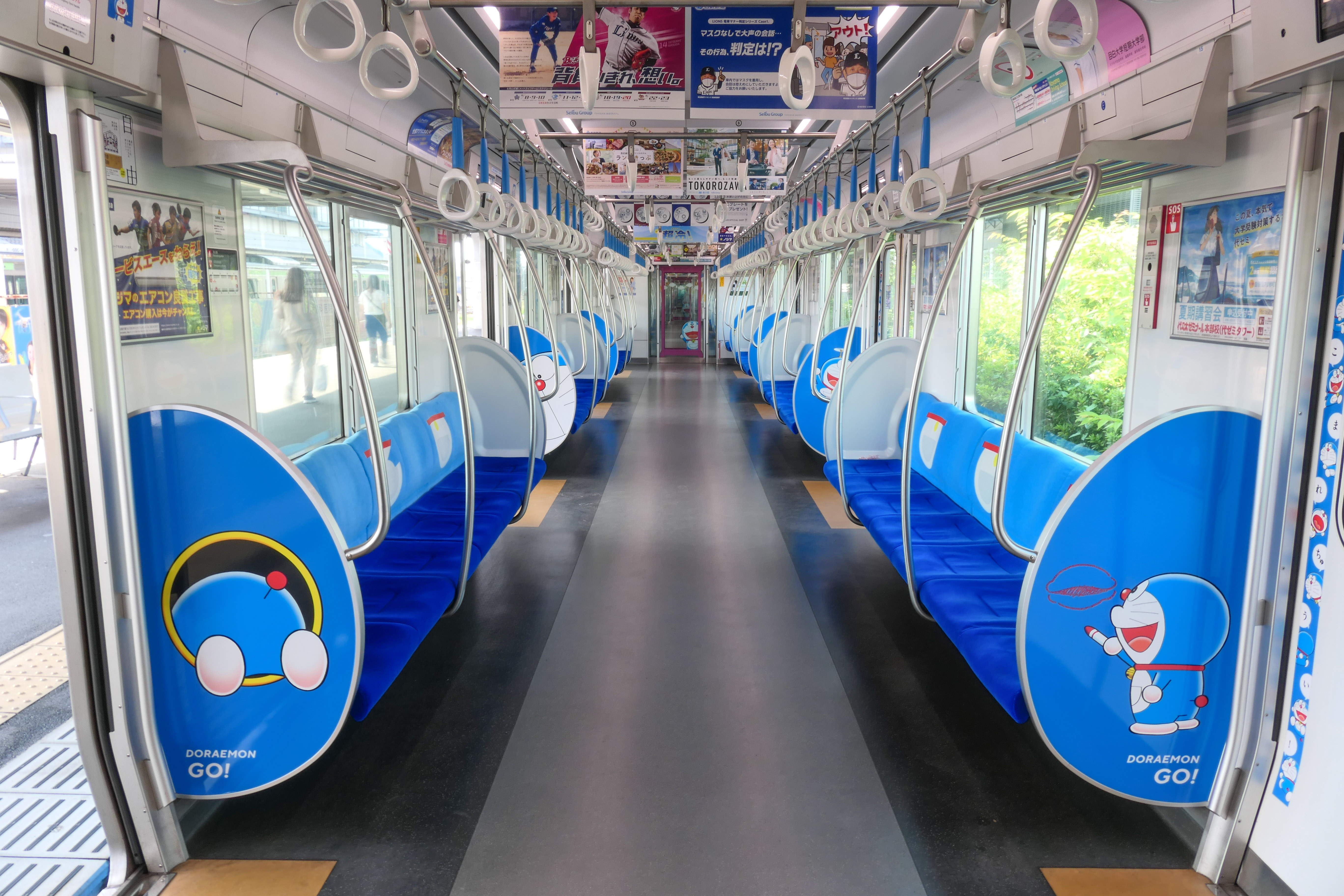
車内にラッピングを施した例（西武鉄道）
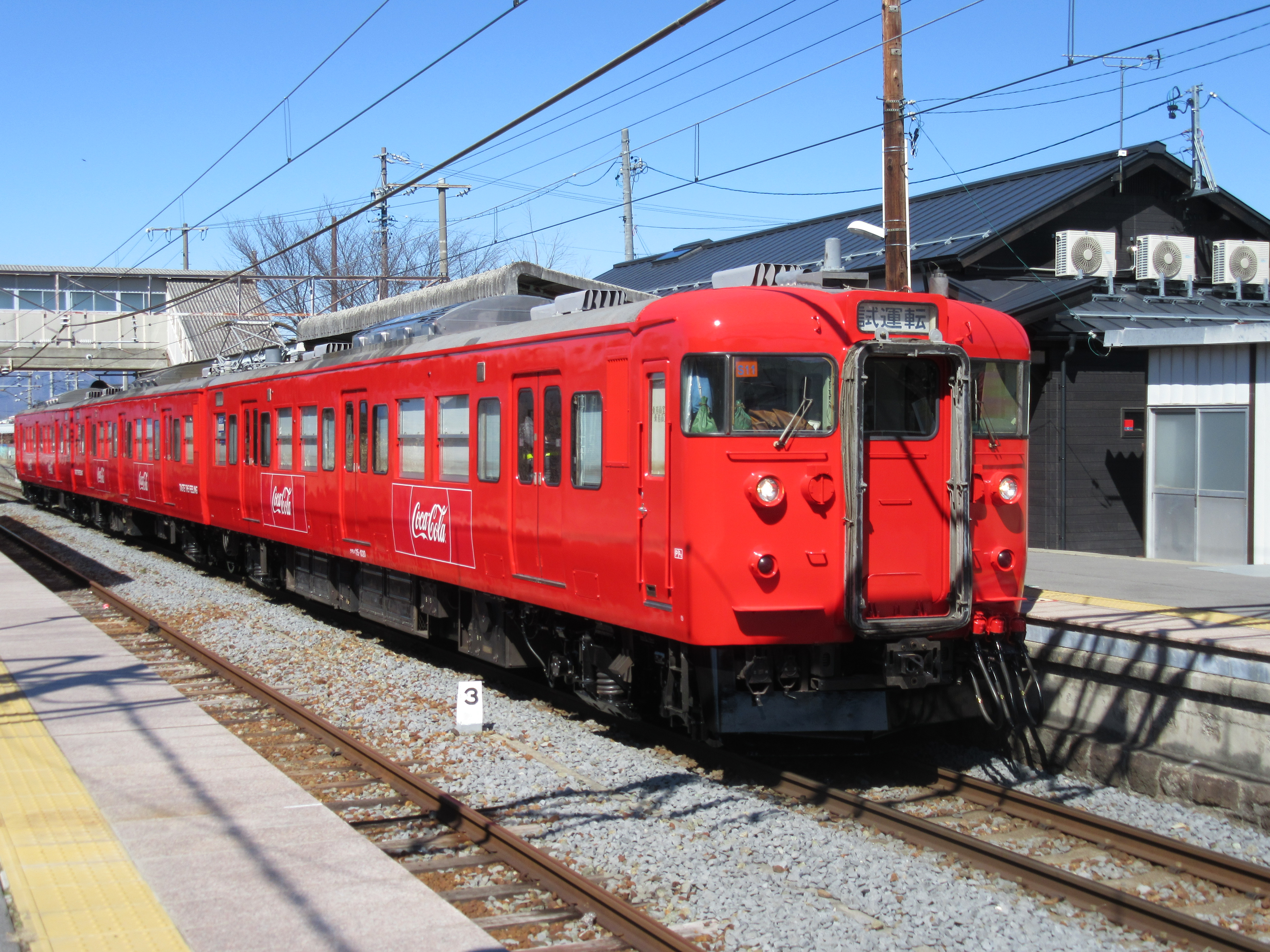
JR東日本が運行していた通称「コカ・コーラ電車」（しなの鉄道リメイク車）
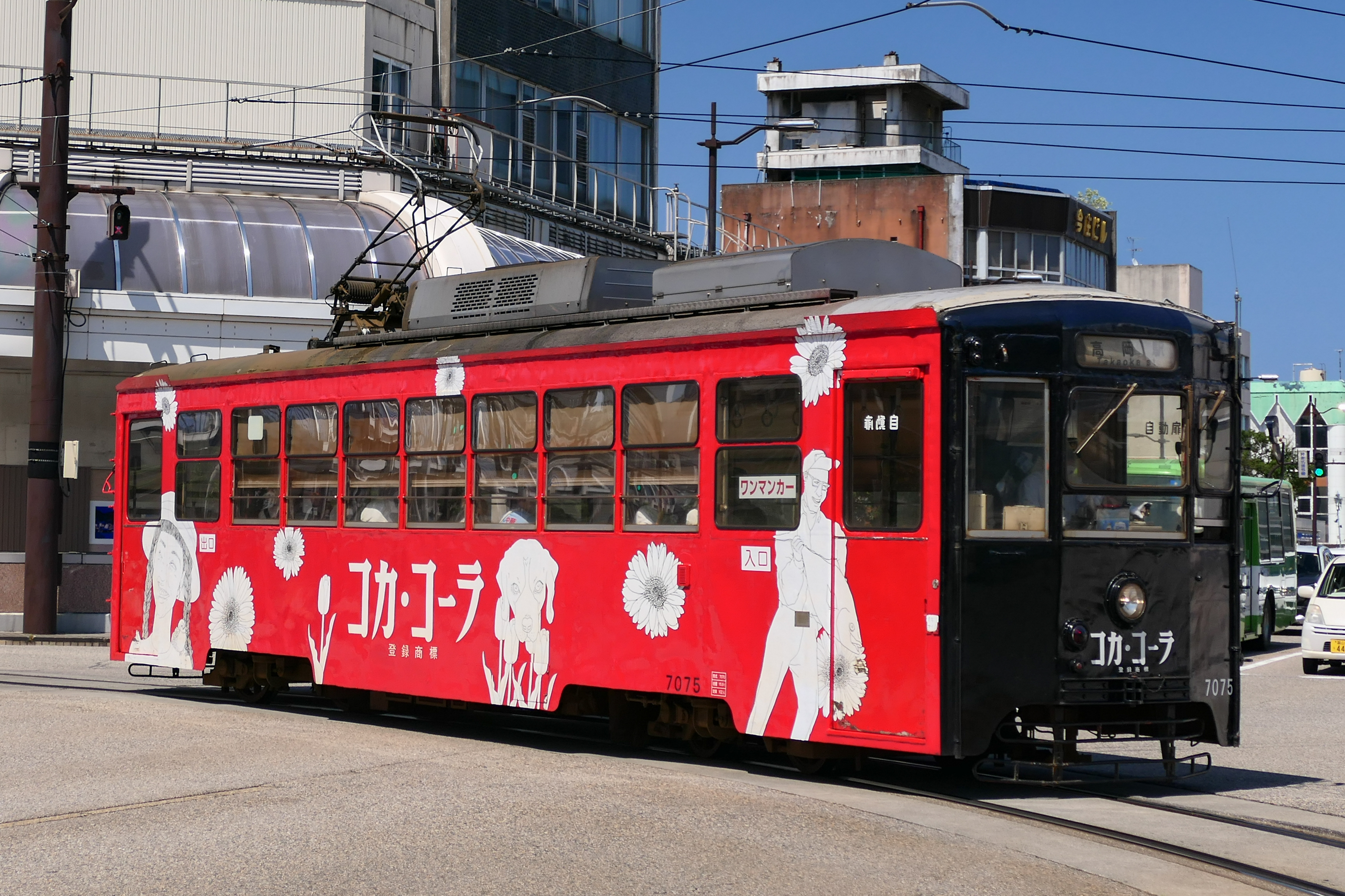
車体全体をラッピングした路面電車の事例（万葉線）

#### 航空機

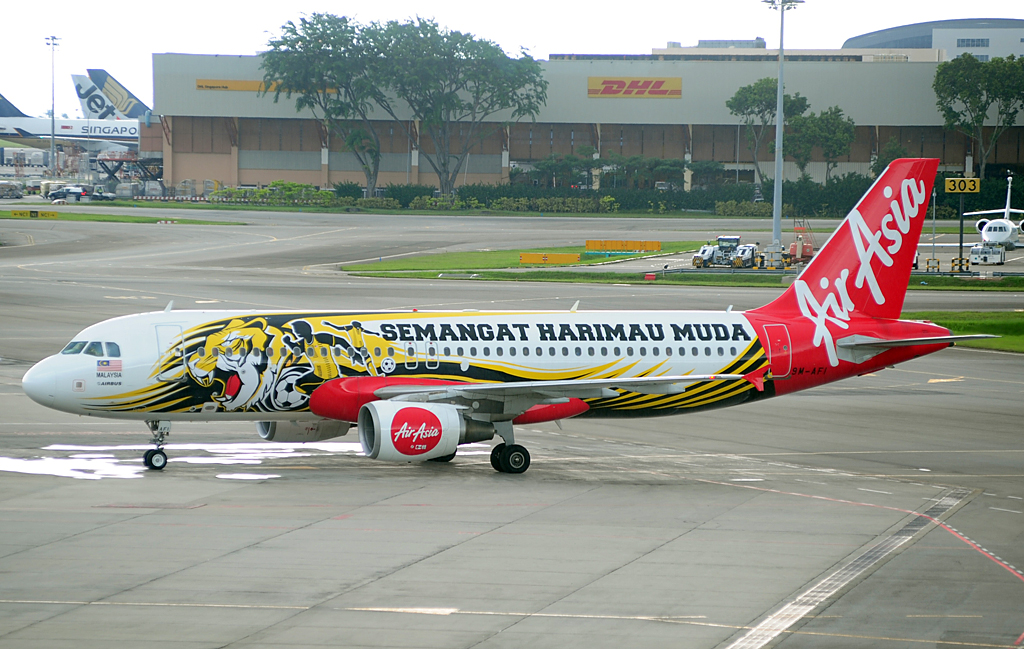
エアアジアの広告塗装機

列車やバスと同様に、航空機にも機体をラッピングする広告が施されることがあり、『アドカラー』と呼ばれる。特に運賃以外での収益拡大が求められる格安航空会社などでこの傾向が顕著である。
日本でもスカイマークエアラインズ（現：スカイマーク）など新規参入会社で、初期の頃に機体全体を使った広告機 が存在したが、2015年時点で機体全体を使用した広告塗装機は日本には存在していない。
機体広告は、機体が大きいだけに塗装費用が膨大になり広告料が高くなるわりには、飛行中は広告を見てもらえない、あるいは見えても小さすぎる、また空港に駐機中も空港に来る人の中で一部の人にしか見てもらえないなど、宣伝効果が小さいため広告主が少ない現状にある。
純粋な広告とは言いにくいが、航空会社と外部企業などとの提携によるイベント的な塗装（オリンピックやFIFAワールドカップなど国際的なスポーツイベントに関連するもの、ポケットモンスター、ディズニーなどのキャラクターをあしらったものが多い）がされることがある。
機体に直接塗装する方法と、あらかじめ印刷されたフィルムを貼る方法があり、ANAの『お花ジャンボ』は塗装で18日間かかった。フィルムは住友スリーエムが大手メーカーで、『JAL悟空』はフィルム210枚を使用している。
フィルム貼り付けの場合、飛行中は空気抵抗のほかに気圧や温度の変化で機体が膨張・収縮するためフィルムが緩む・裂ける・剥がれることから採用されることは少ない。採用されても空気抵抗や機体の膨張・収縮の影響が小さいところに部分的に用いられる。
エアレースなどスカイスポーツにおいても、自動車レースと同様にスポンサーのロゴやチームカラーに塗装した機体が多い。

##### 広告型・キャンペーン連動型
機体を広告として用いるもの、またはある特定のキャンペーンの一環として塗装されるもの。
- 東亜国内航空→日本エアシステム
  - DC-9 『キャプテン・ハーロック』（1982年7月 ）
映画「キャプテン・ハーロック わが青春のアルカディア」の公開キャンペーン。ミステリーツアーとして目的地を事前に明かさず、広告機で鹿児島空港まで飛行し、種子島でのキャンプを行うという企画が実施された。
  - エアバスA300 『ポカリスエット号』（1997年9月）
日本初の本格的な旅客機ラッピング広告展開、1998年11月運航終了。
- スカイマーク
  - ボーイング767（1998年-2004年）
Yahoo!JAPAN、ディレクTV、J-PHONE、ヤマト車検、usen、マイクロソフトといった全面広告デザインを実施。
  - ボーイング737（2016年-）
阪神タイガース、福岡ソフトバンクホークス、B.LEAGUE、北海道日本ハムファイターズ、ヴィッセル神戸といったプロスポーツチームのラッピングを実施。
- AIRDO ボーイング767・ボーイング737
旧塗装時代に前方部に「試される大地北海道」「世界一夜景の美しい街 はこだて」「あ、雪の匂い あさひかわ」「世界自然遺産知床」といった北海道内の自治体PRロゴを入れたほか、2000年にはじゃらんによる大型広告「北海道へ行こう!」デザインを実施。また1999年からは機体中央から後部にかけての上方にカルビー・白い恋人・NTTドコモ・じゃらん北海道・ほしのゆめ・きらら397・SSAWS・札幌ドームといった複数の企業広告ロゴの掲出を行い2003年から2005年の白い恋人のみのデザインを最後に消滅、新塗装後も「元気です北海道」「旭川空港50周年記念」の自治体広報ロゴを期間限定で入れている。
- ソラシドエア ボーイング737（2012年 - ）
地域振興・機体活用プロジェクト「空恋～空で街と恋をする～」として九州・沖縄の市町村のPRを行うラッピングステッカーを施している。
- ピーチ・アビエーション エアバスA320（2016年 - ）
フォルクスワーゲン・ザ・ビートル、ケツメイシ、艦隊これくしょん -艦これ-、2025年大阪・関西万博誘致、かんぽ生命等といったラッピング広告を機体後方に展開。
- 複数航空会社『ピカチュウジェット』
株式会社ポケモンが2021年に開始した観光振興キャンペーン『そらとぶピカチュウプロジェクト』に協賛した複数航空会社がポケモン社の版権使用権無償供与・塗装費負担でポケットモンスターのデザイン機を運航。スカイマーク、チャイナエアライン、スクート、ティーウェイ航空、全日本空輸が展開。
- アイベックスエアラインズ ボンバルディアCRJ700
  - 『むすび丸ジェット』（2018年 - ）
仙台空港を拠点の一つとしていることから、宮城県のマスコットキャラクター「むすび丸」を2018年に導入した機材に装飾[15]。2021年に2代目のデザインに更新された。
  - 東北楽天ゴールデンイーグルス（2020年 - ）

##### 航空会社のキャンペーン型

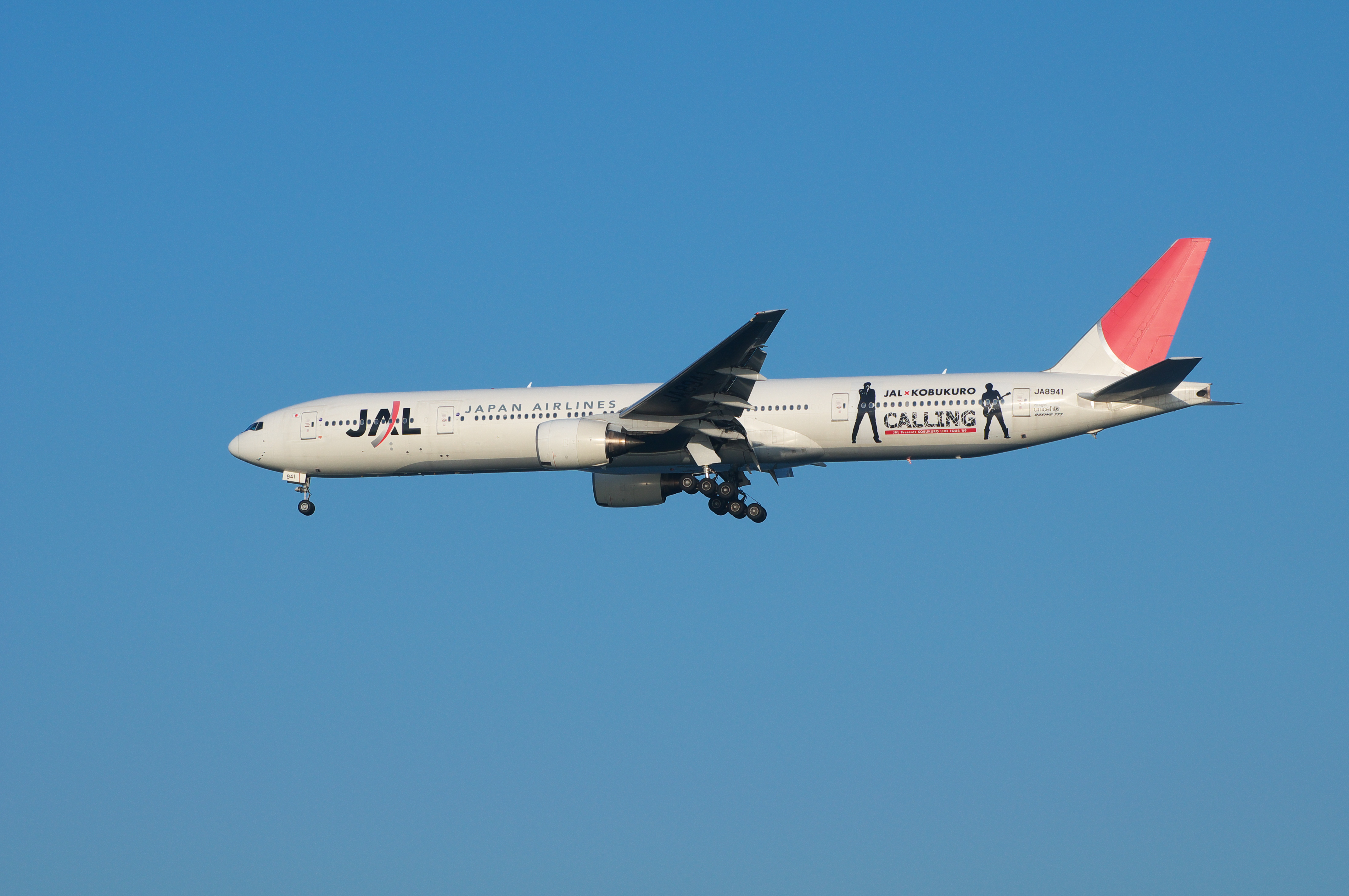
JAL×コブクロジェット

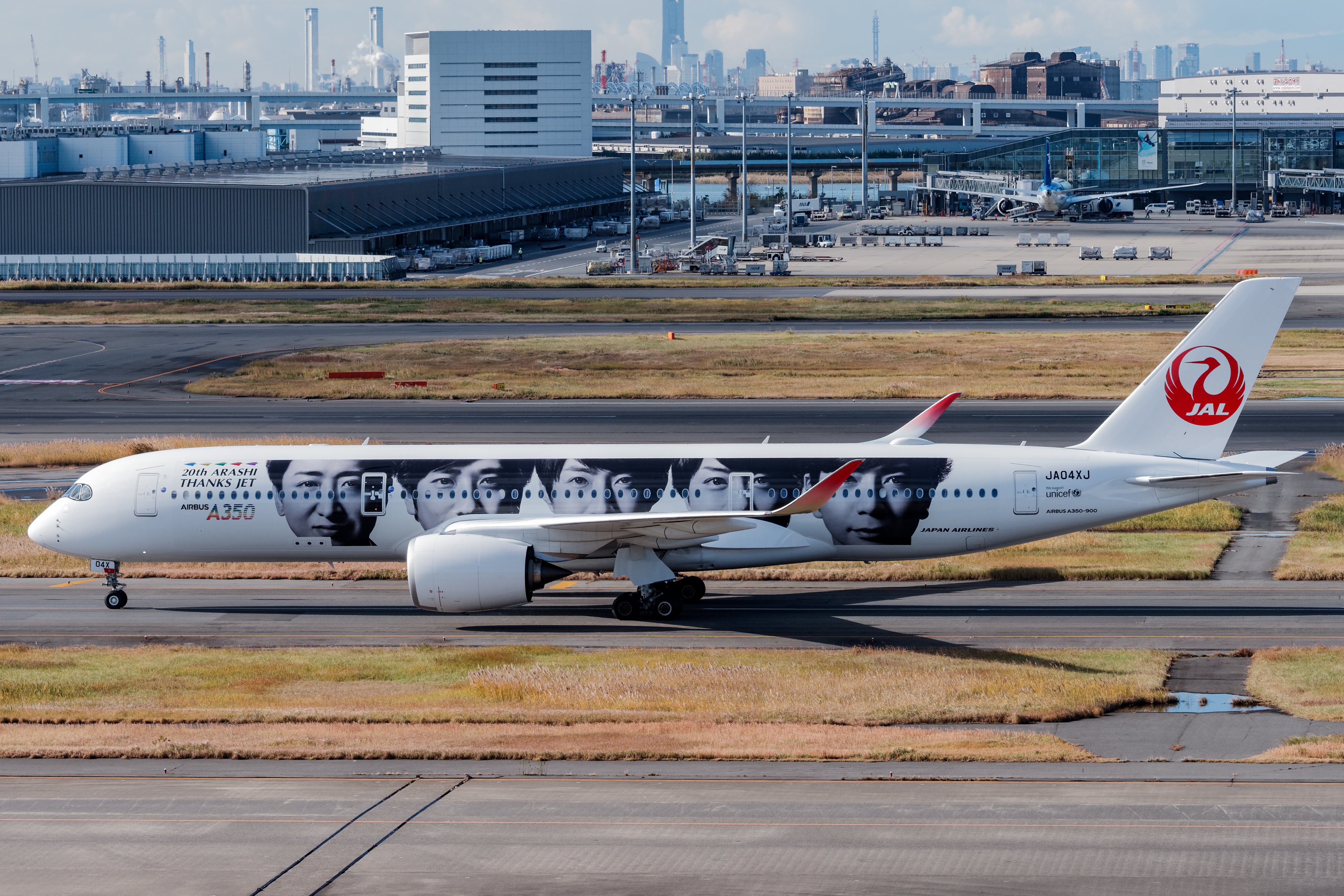
20th ARASHI THANKS JET（2019年）

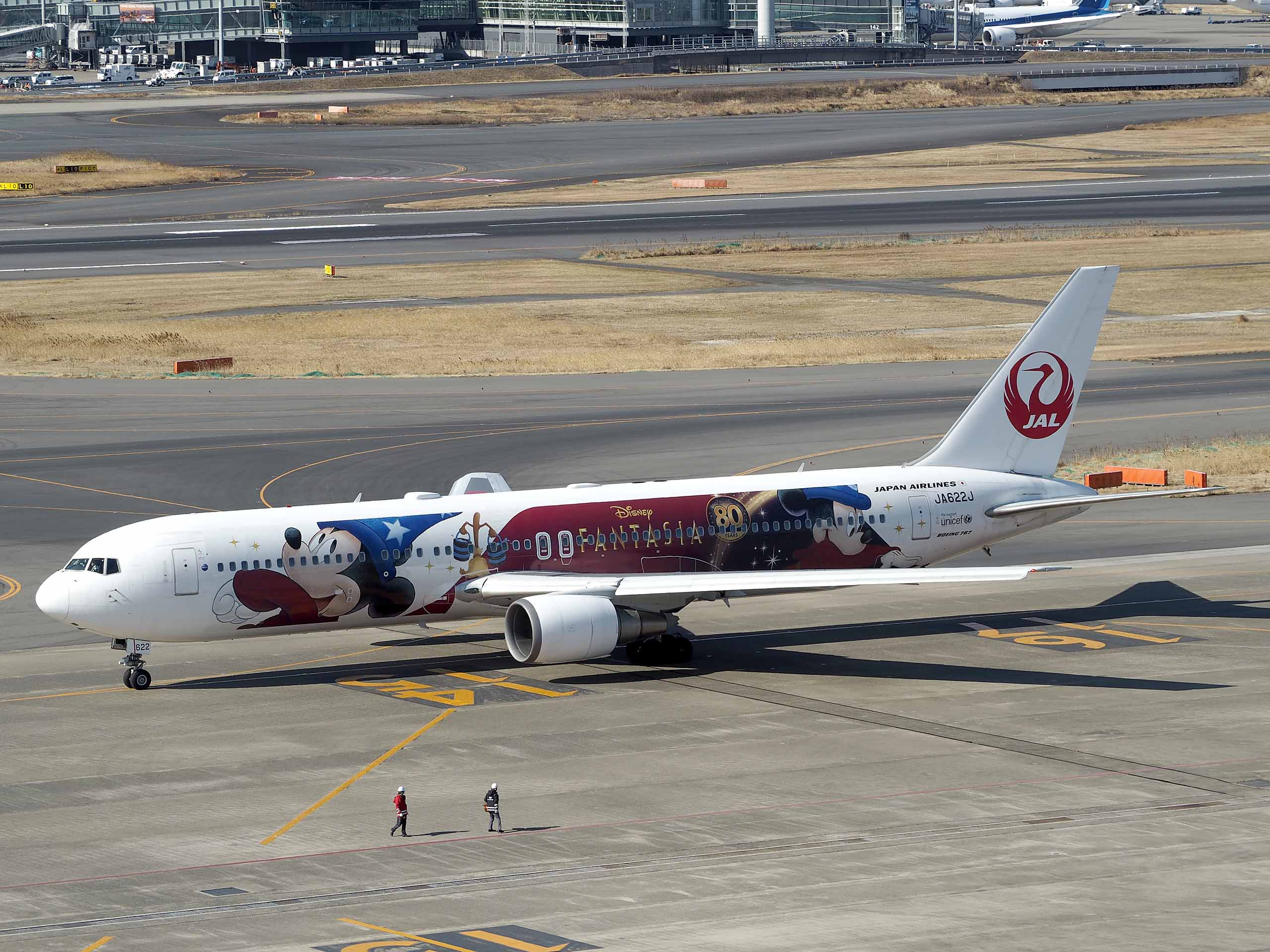
JALドリームエクスプレス ファンタジア80 （2020年）

航空会社自身の広告宣伝としてキャラクター等を使用するもの。
- 全日本空輸

- - 1993年 9月：747-400 『マリンジャンボ』: 全日本空輸国内線搭乗旅客数5億人を記念した塗装でデザインは小中学生から公募され20110点の応募の中から千葉県の小学6年生のデザインが採用された。1995年5月に塗装終了。
  - 1993年12月：767-300 『マリンジャンボJr』: 1995年に塗装終了。
  - 1996年11月：747-400 スヌーピージェット: 1997年5月に運行終了。
  - 1997年11月：747-400 1機、747SR 1機計2機 スヌーピージェット1998: 1998年5月に運行終了。
  - 1998年6月：『ポケモンジェット』: 1998年の夏休み限定予定の予定であったが好評のために延長。1999年『ポケモンジェット1999』、2004年『ピカチュウジャンボ』『お花ジャンボ』、2011年『ピース★ジェット』といった新デザイン機が投入された後2016年4月に一度運航終了。2023年『ピカチュウジェットNH』で再開。
  - 2001年2月：767-300『ウッディージェット』:2009年に運行終了。
  - 2015年9月 - 2017年3月：STAR WARSプロジェクト:国際線向けの787-9「R2-D2 ANA JET」・777-300ER「BB-8 ANA JET」、国内線向けの767-300ER「STAR WARS ANA JET」・777-200ER「C-3PO ANA JET」を運航。
  - 2022年1月 - 10月：767-300ER 2機・777-200ER 1機『鬼滅の刃じぇっと 』

日本航空
  - 1994年8月『JALドリームエクスプレス』: 1995年12月まで初代を運航、その後2001年「ドリームエクスプレス21」、2013年「ハピネスエクスプレス」、2015年「ハッピージャーニーエクスプレス」、2018年「セレブレーションエクスプレス」、2018年「ドリームエクスプレス90」、2020年「ドリームエクスプレス ファンタジア80」、2022年「ドリームエクスプレス ディズニー100」、2023年「カラフルドリームズエクスプレス」と断続的にディズニーキャラクターデザイン機の展開を続けている。
  - 1999年：ボーイング747『GLAY JUMBO』
  - 2003年 - 2004年：ボーイング747-400・エアバスA300-600各1機『松井ジェット』:松井秀喜のデザインを施した。
  - 2005年7月 - 12月：ボーイング777-200 1機『JAL FAMILY JET ムシキングジェット』
  - 2006年 - 2007年：『たまごっちジェット』:2006年にボーイング777-200の3機、2007年にボーイング747-400Dの2機を追加。2008年1月運航終了。
  - 2006年：ボーイング777-200 3機『先得ジェット』:国内線割引運賃「先得」のPRを目的として相武紗季のデザインを施した。
  - 2009年：777-300（JAL）・737-400（JTA）『JAL×コブクロ・ジェット』
  - 2010年 - 2019年：『JAL嵐JET』シリーズ:2010年から2012年にかけてアルバムPRを兼ねて3年にわたり異なるデザインの塗装が毎年施され、2015年には東京オリンピック・パラリンピックPRの「嵐ジェット JAL FLY to 2020」、2019年にはハワイ線PRデザイン「ARASHI HAWAII JET」と活動休止に向けた「20th ARASHI THANKS JET」の全6機を断続的に展開。
  - 2010年 - 2017年：ドラえもんジェット
  - 2016年3月 ボーイング777-300ER『JET KEI』:錦織圭のデザインを施した。2018年運航終了。

- その他
  - 1995年 9月：日本エアシステム『ピーターパンフライト』:ダイアナ妃が名誉総裁を務める「ピーターパンこども基金」との協賛。
  - 2001年10月：日本エアシステム『フレンドリーバード』:創立30周年を記念し日本・中国から寄せられた鳥を題材とした児童画コンテストの優秀作品と松本零士の描いた鳥のイラストのデザインを施した。
  - 2013年10月：ピーチ・アビエーション A320-214 1機 『MARIKO JET』:篠田麻里子とのコラボ[16][17]。2014年5月に運行終了。
  - 2014年：スカイマーク『ワンピースジェット』